# Masato Yuzawa
Masato Yuzawa (født 10. oktober 1993) er en japansk fodboldspiller, som spiller for den japanske fodboldklub Ventforet Kofu.